# Krásná Hora nad Vltavou
Krásná Hora nad Vltavou, bis 1948 auch Krásná Hora u Sedlčan (deutsch Schönberg an der Moldau, früher Schönberg) ist eine Stadt in Tschechien. Sie liegt 19 Kilometer nördlich von Milevsko und gehört zum Okres Příbram.

## Geographie

### Geographische Lage

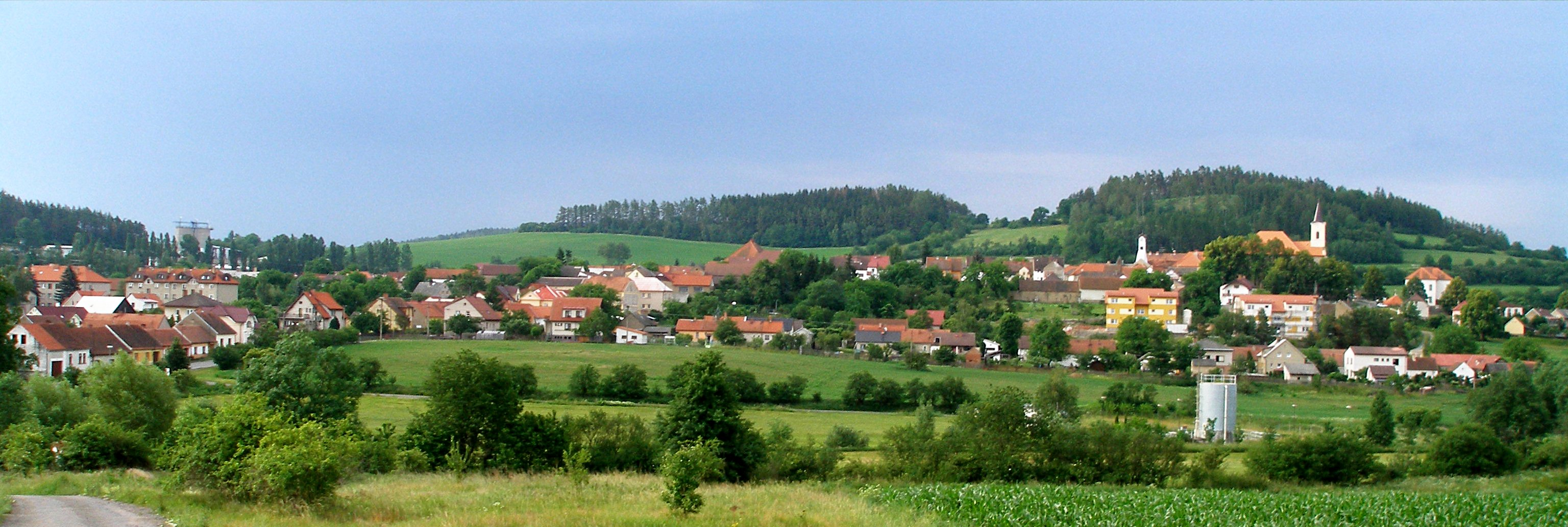
Gesamtansicht

Krásná Hora nad Vltavou befindet sich linksseitig über der Quellmulde des Baches Pivoňka im Mittelböhmischen Hügelland. Gegen Nordwesten liegt das mit dem Kamýkstausee geflutete Moldautal, im Osten das Tal der Brzina. Nördlich erhebt sich der Brtevník (453 m), im Nordosten der Lukšův vrch (474 m) und der Zajícův vrch (521 m), östlich der Borek (471 m) und der Hvozd (484 m), im Südosten die Homole (517 m) und der Bukovec (554 m), südlich der Strážník (524 m) und die Dubina (484 m), im Südwesten der Bor (434 m), westlich die Kobyla (435 m) sowie im Nordwesten der Mrázov (408 m), Na Krámcích (449 m) und der Zhořský vrch (460 m). Durch die Stadt verläuft die Staatsstraße II/102 zwischen Kamýk nad Vltavou über Kovářov nach Milevsko, von der auf dem Ring die über Petrovice nach Milevsko führende Staatsstraße II/118 abzweigt.

### Gemeindegliederung

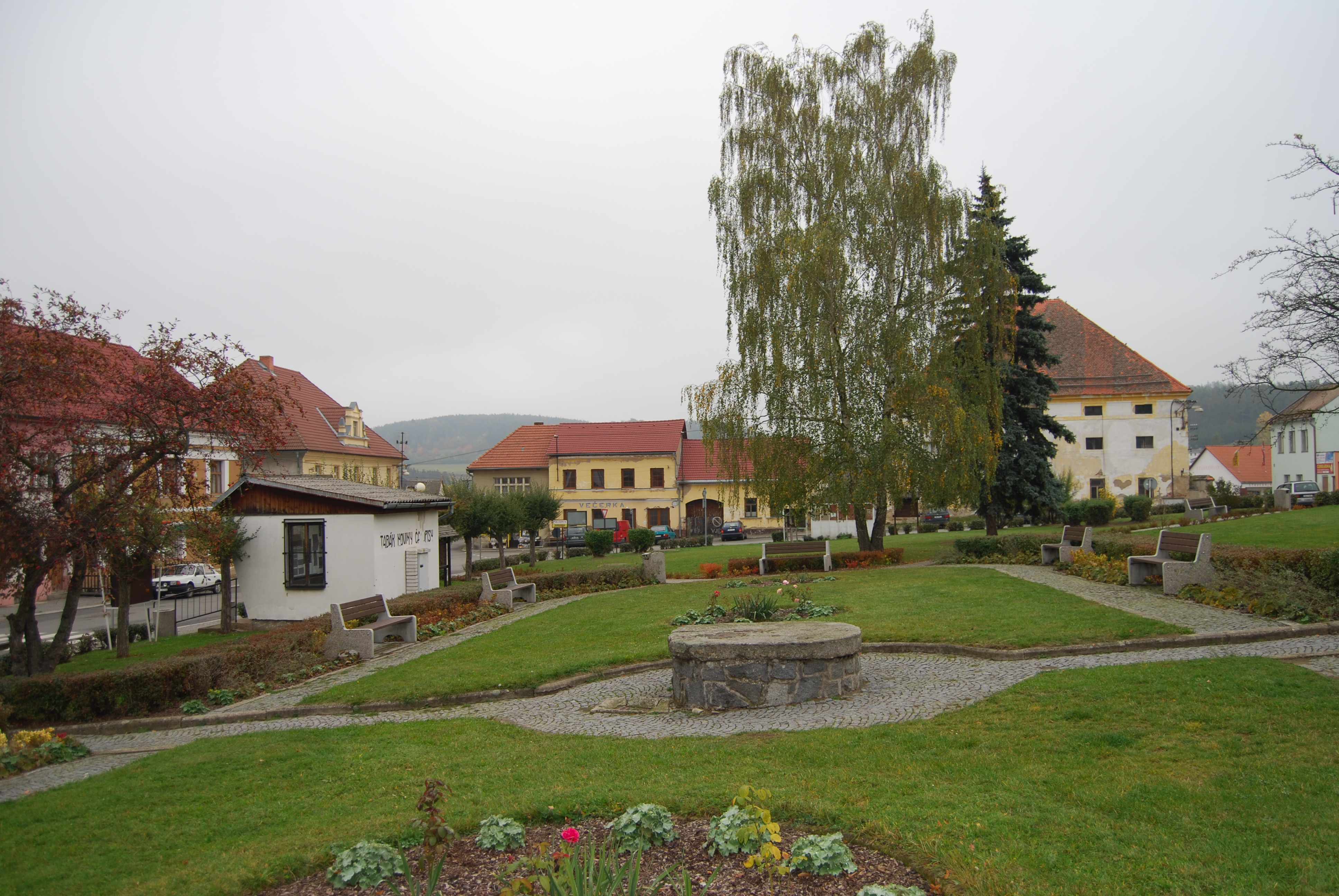
Ring

Die Stadt Krásná Hora nad Vltavou besteht aus den Ortsteilen Hostovnice (Hostownitz), Krásná Hora nad Vltavou (Schönberg an der Moldau), Krašovice (Kraschowitz), Mokřice (Mokerschitz), Plešiště (Pleschischt), Podmoky (Podmok), Švastalova Lhota (Schwastal Lhota), Tisovnice (Tisowitz), Vletice (Wiletitz), Vrbice (Wirbitz) und Zhoř (Shorsch), den Ansiedlungen Proudkovice (Prautkowitz) und Žákovec (Zakowetz) sowie den Einschichten Cihelna, Červený Mlýn, Mariánský Důl, Mlýn pod Krásnou Horou, Mrázova, Smrčí, U Pivoňků und U Svatošů.
Das Gemeindegebiet gliedert sich in die Katastralgebiete Krásná Hora nad Vltavou, Krašovice, Mokřice, Plešiště, Podmoky, Proudkovice, Švastalova Lhota, Tisovnice, Vletice und Zhoř nad Vltavou.

### Nachbargemeinden
Nachbarorte sind Žákovec, U Kodeta, Řadovy, Selná, Chadimův Mlýn, Brzina und Bražná im Norden, Smetákův Mlýn, Smrčí, Tisovnice und Plešiště im Nordosten, Bláhova Lhota und Vletice im Osten, U Papežovy Cihelny, Mezihoří, Hostovnice, Týnčany und Krašovice im Südosten, Vrbice, Jalovčí, Na Třepené, Sychrov und Onen Svět im Süden, Zadní Chlum, Kosobudy, Cihelna, Podmoky und Milešov im Südwesten, Mariánský Důl, U Svatošů, V Jahodném, Přední Chlum und Mrázova im Westen sowie U Holana und Zhoř im Nordwesten.

## Geschichte
Der Hügel Strážník war seit dem 10. Jahrhundert ein wichtiger Wachtposten an der Grenze des Gaus der Přemyslidenburg Kamýk. Wahrscheinlich im 13. Jahrhundert entstand am nördlichen Fuße des Hügels eine Goldseifnersiedlung. Der Bau der Kirche erfolgte wahrscheinlich zum Ende des 13. Jahrhunderts, nachdem König Wenzel II. im Jahre 1285 dem Kloster Mühlhausen das Kirchpatronat in den königlichen Herrschaften Kamýk und Krásná Hora abgetreten hatte. Zu dieser Zeit entstanden bei Krásná Hora und Pomuk (Podmoky) königliche Goldbergwerke, die Ansiedlung von Bergleuten wurde durch Königin Elisabeth zum Bergflecken erhoben.

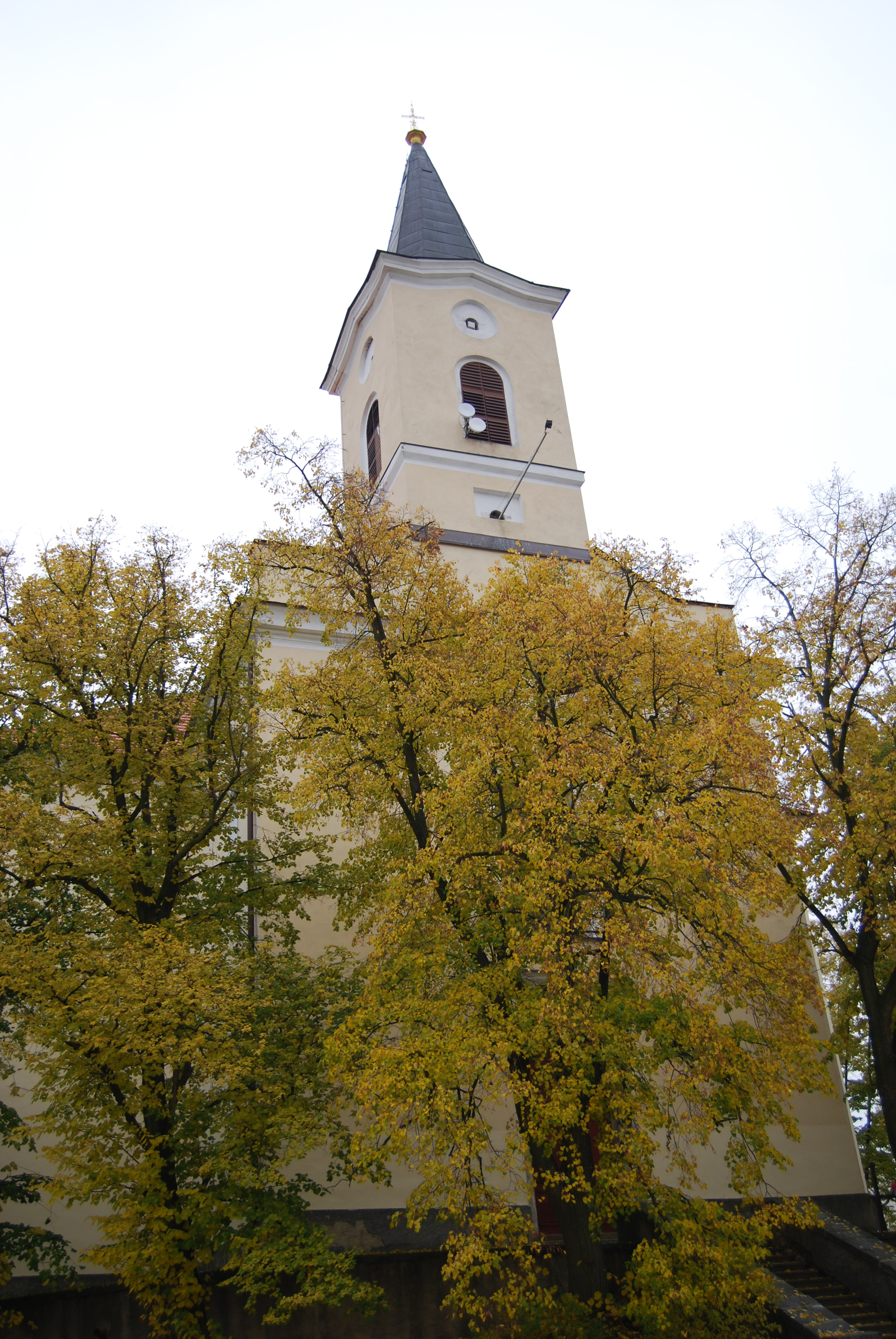
Kirche des hl. Nikolaus auf dem Ring

Die erste schriftliche Erwähnung des in lateinischen Schriften als Formossus vol pulcher Mons bezeichneten Ortes erfolgte am 11. Januar 1341, als König Johann von Böhmen die Privilegien des Bergfleckens bestätigte. Aus den Erzen der königlichen Goldbergwerke ließ König Johann Goldmünzen prägen. Noch zur Regentschaft Johanns wurde Schönberg zur königlichen Bergstadt erhoben und erhielt zahlreiche Privilegien, die am 11. Januar 1351 durch Karl IV. bestätigt wurden. Der erste Nachweis über die Kirche erfolgte 1350 in einem Verzeichnis der Pfarrkirchen des Dekanates Vltava. Im Jahre 1412 hatte der Mühlhausener Abt das Kirchpatronat inne, zugleich besaß die Prager Dechantei des hl. Ägidius einen Anteil am Kirchenbesitz.
Im 15. und 16. Jahrhundert war die Blütezeit des Schönberger Goldbergbaus, die Schächte erreichten eine Teufe von fast 100 Metern. Am 1. Dezember 1458 bestätigte König Georg von Podiebrad die Privilegien der Bergstadt; weitere Bestätigungen erfolgen 1479 durch Vladislav Jagiello und 1538 durch Ferdinand. In der Mitte des 16. Jahrhunderts setzte der Niedergang von Schönberg ein. Im Jahre 1554 verlor Schönberg seinen Status als königliche Bergstadt; damit verbunden war der Verlust wesentlicher Rechte und Privilegien sowie der Fall in die Untertänigkeit. König Ferdinand verkaufte das Städtchen 1556 an Jan Vorel, der bei seinem Hof eine Feste mit tiefen Graben anlegen ließ. Gegen den neuen Grundherrn regte sich Widerstand, der 1559 in einen offenen Aufstand mündete. Dabei wurden Vorels Teiche abgelassen und abgefischt, die Mühle zerstört, die Ernte vernichtet, die Felder nicht bestellt, die Fenster eingeworfen und seine Wälder eingeschlagen. Vorel ging zwar gerichtlich gegen seine Untertanen vor, wobei einige Leute zu langen Gefängnisstrafen verurteilt wurden, den meisten waren die vorgeworfenen Taten jedoch nicht nachzuweisen. Über einen Zeitraum von fünf Jahren wurde Vorels Eigentum immer wieder geschädigt, ohne dass er dagegen wirksam vorzugehen wusste. Danach gab Vorel die Feste auf und verließ Schönberg für immer.

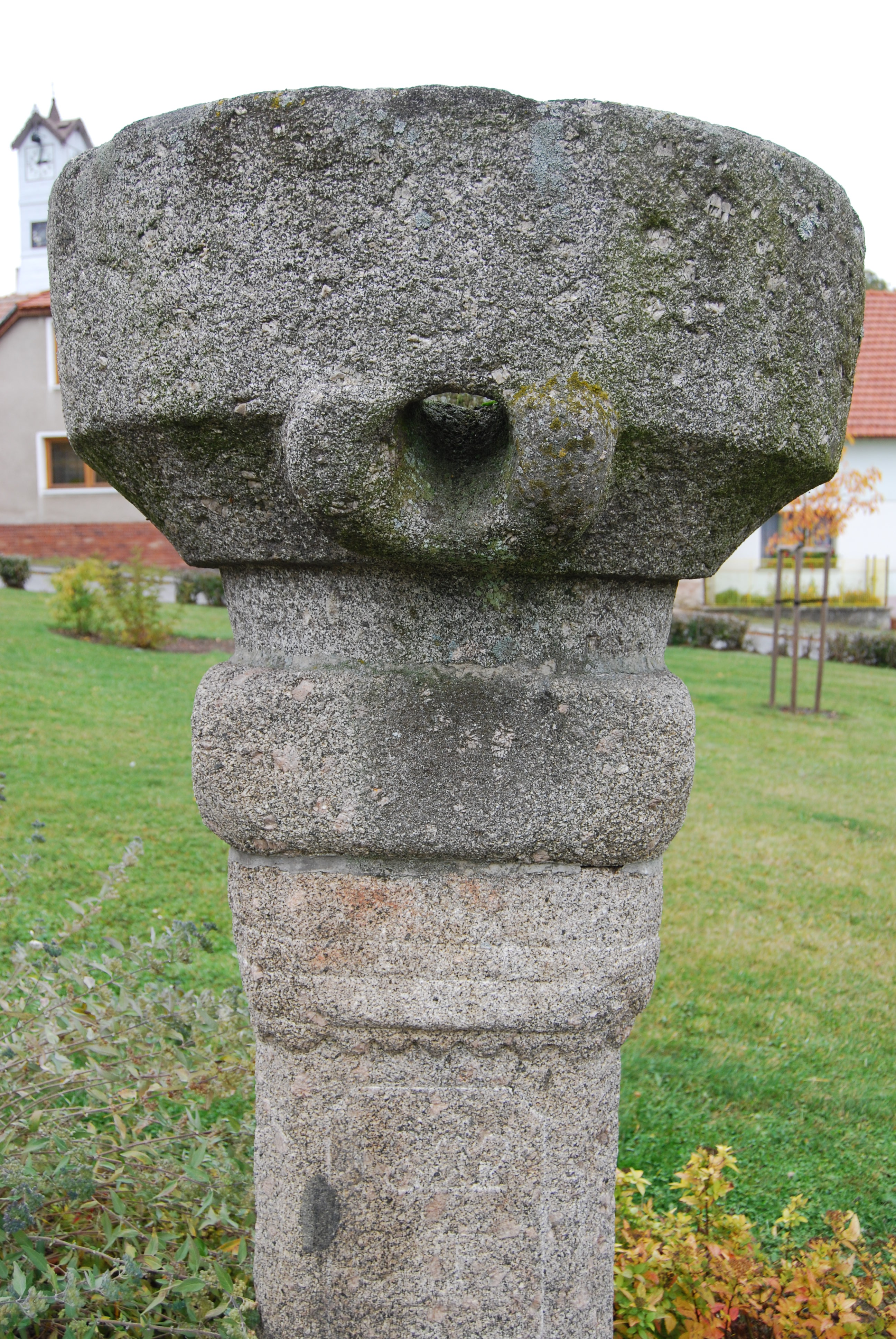
Steinerner Strich

Die Schönberger Bergwerke verkaufte König Ferdinand im Jahre 1562 an Christoph Sylwar von Silberstein. Infolge des Verfalls der Bergwerke verarmte das Städtchen. In der zweiten Hälfte des 16. Jahrhunderts erwarb Ladislav Popel von Lobkowicz die Herrschaft Schönberg. Der Dreißigjährige Krieg brachte Schönberg den völligen Niedergang. Wenzel Eusebius von Lobkowicz ließ 1640 die Herrschaft Schönberg mit Hoch-Chlumetz vereinigen und zum Familienfideikommiss erheben. Zwischen 1700 und 1712 kam es zu einer kurzzeitigen Wiederaufnahme des Bergbaubetriebs. Im Jahre 1731 erfolgte eine Reparatur der stark baufälligen Kirche, dabei wurde der hölzerne Turm abgetragen und durch einen steinernen ersetzt. 1744 erteilte die böhmische Königin Maria Theresia dem Städtchen ein Privileg über Jahrmärkte. Im Jahre 1787 wurde die Kirche des hl. Nikolaus wieder zur Pfarrkirche erhoben. Kaiser Josef II. erteilte Schönberg 1797 weitere Marktprivilegien. 1822 wurde die Schule errichtet. 1838 musste die Kirche wegen Einsturzgefahr gesperrt werden; am Morgen des 26. Februar 1839 brach sie mit lautem Getöse zusammen und das Städtchen versank in einer Staubwolke. Im Jahre 1839 wurde südwestlich von Schönberg in Richtung Milešov die Grube Václavka aufgenommen.

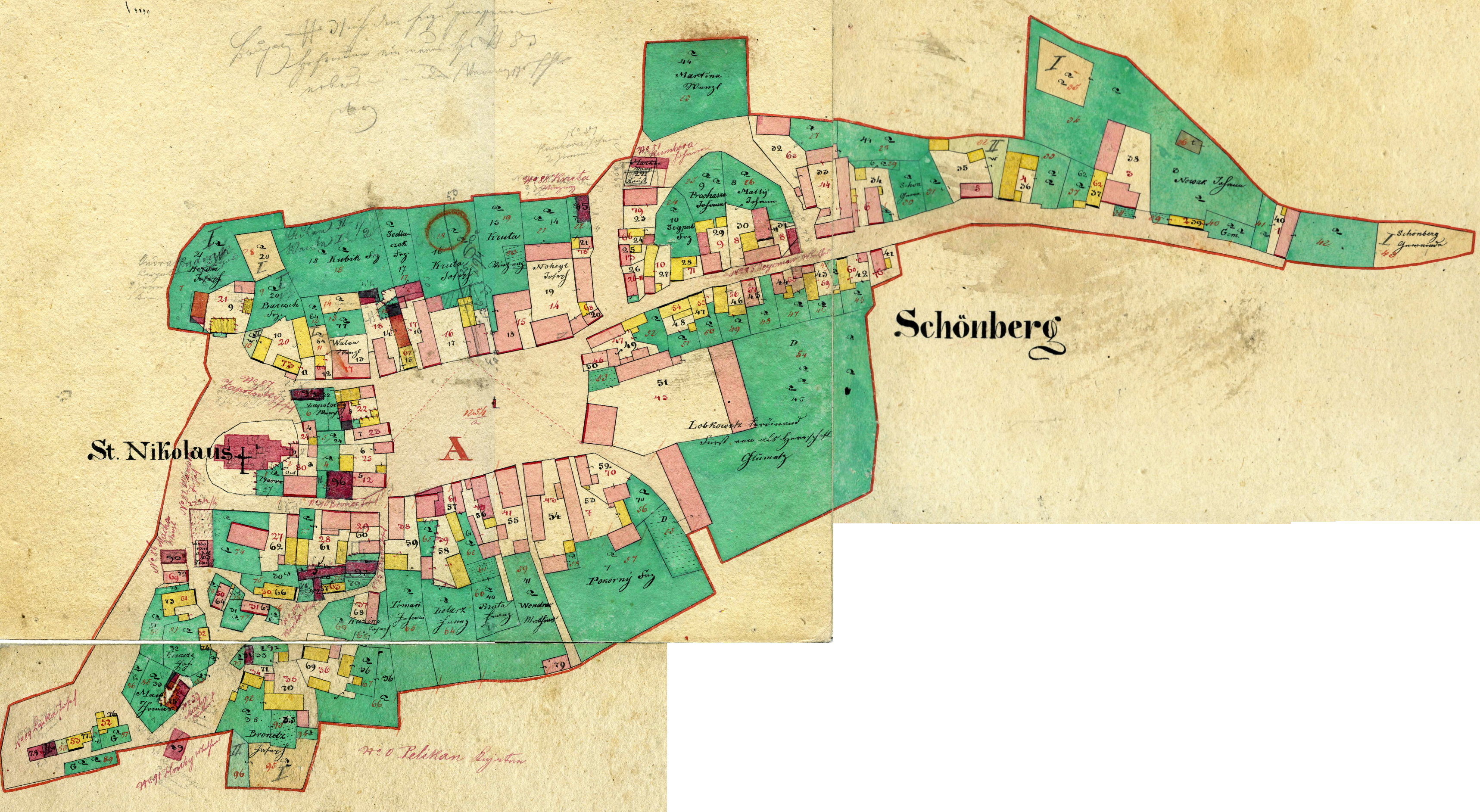
Älteste Katastralkarte von Schönberg (1839)

Der im Berauner Kreis gelegene Marktflecken Schönberg / Krasna Hora bestand im Jahre 1845 aus 83 Häusern mit 743 Einwohnern. Unter herrschaftlichem Patronat standen die Schule und Pfarre. Außerdem gab es in Schönberg ein Meierhof, eine Schäferei, drei Wirtshäuser sowie 23 Gewerbebetriebe. Haupterwerbsquelle bildete die Landwirtschaft. Der Ort besaß das Privileg für drei Jahrmärkte. Zu Schönberg gehörten die Mühlen Swatosch, Piwonka, Za Luhy und U Kodeta. Schönberg war Pfarrort für Kraschowitz (Krašovice), Wirbitz (Vrbice), Zakowetz (Žákovec), Bražna (Bražná), Hostownitz (Hostovnice), Lhota Schwastalowa (Švastalova Lhota), Podmok (Podmoky), Prautkowitz (Proudkovice), Tisownitz (Tisovnice), Wletitz (Vletice) und Zhorž (Zhoř). Bis zur Mitte des 19. Jahrhunderts blieb Schönberg der Fideikommissherrschaft Hoch-Chlumetz mit den Allodialgütern Skregssow, Hoysin und Přičow untertänig.
Nach der Aufhebung der Patrimonialherrschaften bildete Krásná Hora / Schönberg ab 1850 eine Marktgemeinde im Bezirk Votice und Gerichtsbezirk Sedlčany. Ab 1868 gehörte Krásná Hora zum Bezirk Selčan. Die Poststation entstand 1869. In der Nähe der Grube Václavka wurde 1859 die Grube Anna aufgenommen. Am Strážník wurde 1867 eine Goldkieslagerstätte entdeckt. In der zweiten Hälfte des 19. Jahrhunderts kaufte der Bergbauunternehmer Josef Vang aus Kňovice die Gruben Anna und Václavka auf und eröffnete nordwestlich bei Jamný mit der Grube Kateřina ein weiteres Bergwerk. Gegenstand des neuzeitlichen Bergbaus war jedoch nicht das Gold, sondern die in großer Menge vorhandenen Antimonerze, an denen die mittelalterlichen Bergleute kein Interesse gezeigt hatten. Im Jahre 1871 musste Vang seine Bergwerke an den Prager Unternehmer und Vater der Sängerin Ema Destinová, Emanuel Kittl, verkaufen. Kittl eröffnete bei Proudkovice die Grube Jindřiška, westlich des Marktes Krásná Hora die Gruben Marie und Neuschacht (Nová šachta), beim Einödhof Krásná Hora die Grube Otto sowie im Jahre 1900 noch östlich des Marktes Krásná Hora die Grube Puš. Bei den Gruben Jindřiška und Marie ließ er Erzaufbereitungsanlagen errichten. Die Abbaue der Grube Otto erreichten eine Teufe von 134 m, die der Marie von 156 m und auf der Jindřiška wurden 285 m erreicht.
Im Jahre 1881 waren in den Bergwerken und Goldseifen um Krásná Hora 700 Bergleute beschäftigt. Dabei wurden 1200 Zentner Antimon und 25 Kilogramm Amalgam gefördert und außerdem 25 Zentner Goldkies mit einem Goldgehalt von 150 Gramm pro Zentner ausgeseift. Dies war zugleich die höchste Fördermenge in der Bergbaugeschichte von Krásná Hora. Ab 1884 wurden neben Antimonerzen auch Goldkiese untertägig gewonnen.
Gegenüber der Kirche entstand 1895 die neue Bürgerschule. Der heutige Ortsname Krásná Hora nad Vltavou wurde am 2. April 1907 zur Unterscheidung von weiteren Orten namens „Krásná Hora“ eingeführt. Jedoch wurde der Ort jedoch zumeist als Krásná Hora u Sedlčan bezeichnet. Im Jahre 1932 hatte das Städtchen Krásná Hora u Sedlčan 800 Einwohner. 1948 sank Krásná Hora zum Dorf herab. Nach der Aufhebung des Okres Sedlčany wurde Krásná Hora 1960 dem Okres Příbram zugeordnet. Im Jahre 1961 wurden Plešiště, Tisovnice, Vletice (mit Hostovnice), Zhoř (mit Břehy, Švastalova Lhota und Žákovec), am 1. April 1976 Podmoky (mit Proudkovice) und am 1. Jänner 1980 Krašovice (mit Cihelna, Červený Mlýn, Mokřice und Vrbice) eingemeindet. Die Ansiedlung Břehy wurde mit dem Stausee Kamýk überflutet.
Seit dem 29. Februar 2012 besitzt Krásná Hora nad Vltavou wieder Stadtrechte. Das größte Unternehmen ist die ZD Krásná Hora a.s., das sich mit Pflanzen- und Tierproduktion beschäftigt und eine eigene Biogasanlage betreibt.

## Kultur und Sehenswürdigkeiten

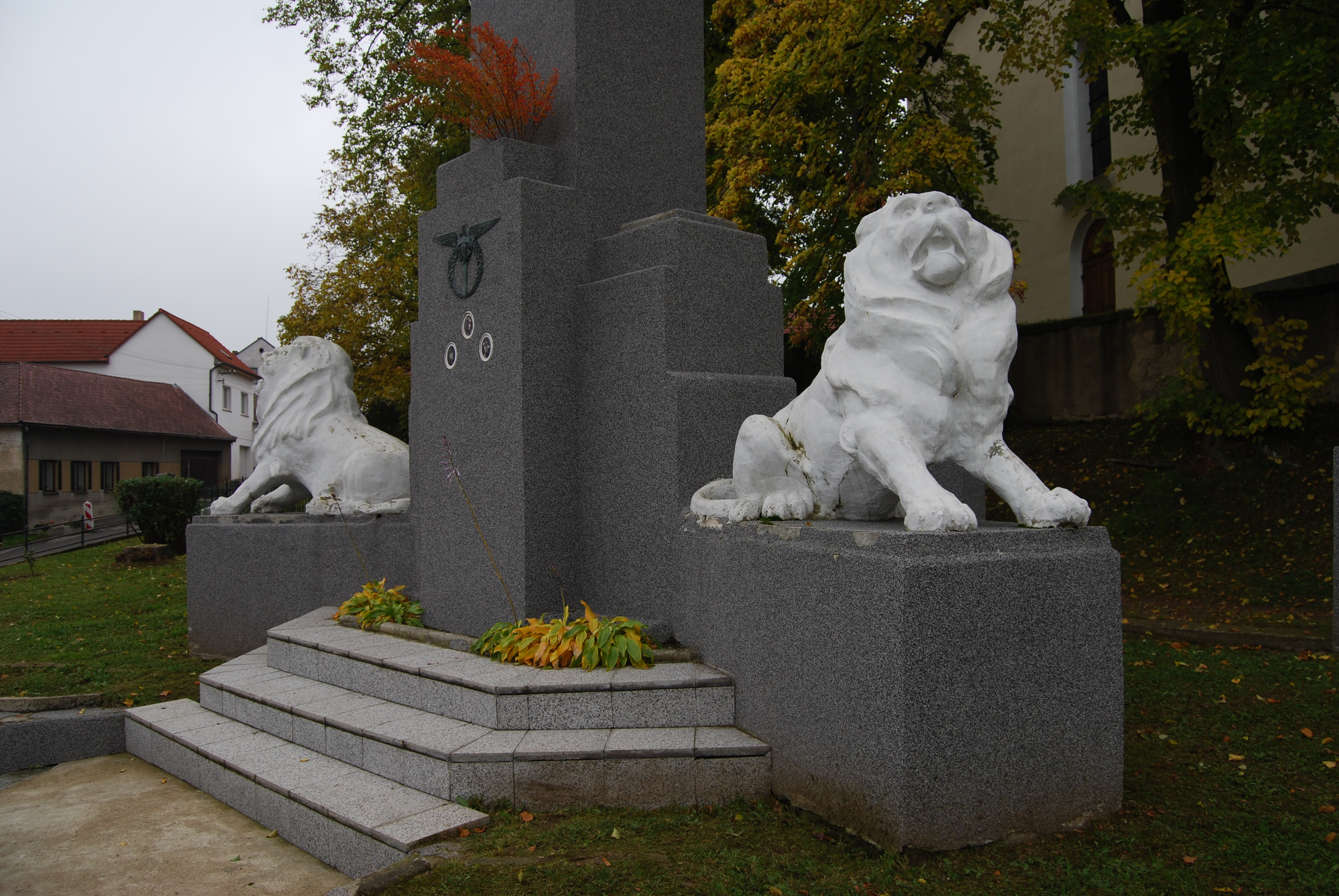
Gedenkstätte für die Opfer des Flugzeugabsturzes am Chlum

- Neoromanische Kirche des hl. Nikolaus, sie wurde 1850–1855 anstelle des 1839 eingestürzten gotischen Vorgängerbaus errichtet
- Steinerner Strich auf dem Ring, das spätgotische Kornmaß wurde 1822 repariert und gilt als einmaliges Technisches Denkmal
- Rathaus mit Rathausturm, der Turm wurde 1933 erhöht
- Barocke Mariensäule auf dem Ring, errichtet 1772. Der obere Teil wurde 1860 umgestaltet. 1862 erhielt die Säule eine neue vergoldete Marienfigur, die in der Rožmitáler Eisenhütte gegossen wurde. Die ursprüngliche hölzerne Madonna befindet sich in der Hauskapelle der Schankwirtschaft Nr. 41
- Gedenkstätte für die 5. September 1929 bei Přední Chlum während eines Manövers bei der Kollision von zwei Flugzeugen tödlich verunglückten drei Flieger, enthüllt 1930 auf dem Ring
- Denkmal für die Gefallenen des Ersten Weltkrieges, es hat eine Höhe von 4,50 m
- Relikte des ehemaligen Bergbaus

## Söhne und Töchter der Gemeinde
- Václav Zelotýn z Krásné Hory, auch Venceslaus Zelotynus de Formoso Monte (1532–1585), Naturwissenschaftler, Mediziner und Professor an der Karlsuniversität Prag
- Stanislav Kofroň (1919–2009), Volkskundler, geboren in Vletice
- Jaroslav Kofroň (1921–1966), Hornist und Komponist, geboren in Vletice